# Megan Nick
Megan Nick (ur. 9 lipca 1996 w Shelburne) – amerykańska narciarka dowolna, specjalizująca się w skokach akrobatycznych.
Po raz pierwszy na arenie międzynarodowej pojawiła się 21 grudnia 2013 roku w Park City, gdzie w zawodach Nor-Am Cup zajęła piąte miejsce. W Pucharze Świata zadebiutowała 14 stycznia 2017 roku w Lake Placid, zajmując 23. miejsce. Tym samym już w debiucie zdobyła pierwsze pucharowe punkty. Na podium zawodów tego cyklu pierwszy raz stanęła 7 lutego 2020 roku w Deer Valley, kończąc rywalizację na drugiej pozycji. W zawodach tych rozdzieliła Białorusinkę Alaksandrę Ramanouską i Abbey Willcox z Australii. 

## Osiągnięcia

### Igrzyska olimpijskie
| Miejsce | Dzień     | Rok  | Miejscowość | Konkurencja        | Zwyciężczyni |
| ------- | --------- | ---- | ----------- | ------------------ | ------------ |
| 3.      | 14 lutego | 2022 | Pekin       | Skoki akrobatyczne | Xu Mengtao   |

### Puchar Świata

#### Miejsca w klasyfikacji generalnej
- sezon 2016/2017: 32.
- sezon 2017/2018: 36.
- sezon 2018/2019: 10.
- sezon 2019/2020: 4.

Od sezonu 2020/2021 klasyfikacja skoków akrobatycznych jest jednocześnie klasyfikacją generalną.
- sezon 2020/2021: 6.
- sezon 2021/2022:

#### Miejsca na podium w zawodach
1. Deer Valley – 7 lutego 2020 (skoki) – 2. miejsce
2. Ałmaty – 28 lutego 2020 (skoki) – 2. miejsce
3. Jarosław – 17 stycznia 2021 (skoki) – 1. miejsce
4. Raubiczy – 30 stycznia 2021 (skoki) – 1. miejsce